# Christian III. (Pfalz-Zweibrücken)

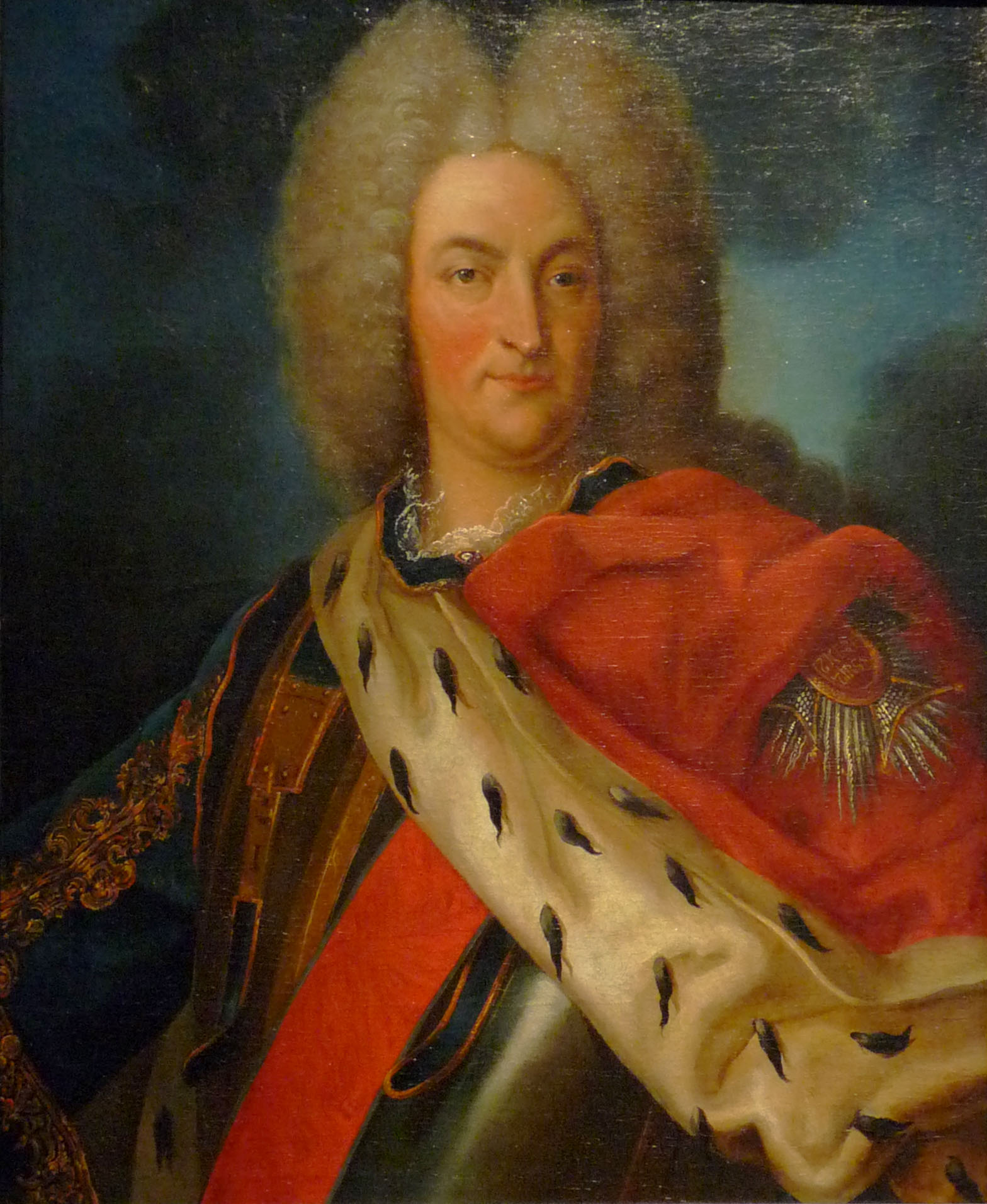
Herzog Christian III. von Pfalz-Zweibrücken

Christian III. von Pfalz-Zweibrücken (* 7. November 1674 in Straßburg; † 3. Februar 1735 in Zweibrücken) war Pfalzgraf von Pfalz-Birkenfeld-Bischweiler-Rappoltstein und ab 1733, als mit dem Tod seines Cousins Gustav Samuel Leopold die in Pfalz-Zweibrücken regierende Linie Pfalz-Kleeburg ausstarb, auch Herzog von Pfalz-Zweibrücken.

## Leben
Christian war der älteste Sohn des Pfalzgrafen und Herzogs Christian II. von Pfalz-Birkenfeld-Bischweiler-Rappoltstein (1637–1717) aus dessen Ehe mit Katharina Agathe (1648–1683), Tochter des Grafen Johann Jacob von Rappoltstein.
Er begann seine Karriere im französischen Militär und übernahm 1697 das Elsässische Regiment. 1702 wurde er zum Maréchal de camp und 1704 zum Generalleutnant befördert. Militärisch konnte er sich in der Schlacht bei Oudenaarde auszeichnen. Nach dem Tod seines Vaters 1717 verließ er die Armee.
In einem am 24. Dezember 1733 in Mannheim geschlossenen Vergleich, dem sogenannten Mannheimer Sukzessionsvertrag,  mit Kurfürst Karl III. Philipp von der Pfalz erhielt Christian das Herzogtum Zweibrücken.
Sein Grab befindet sich in der Alexanderskirche in Zweibrücken.
Er wurde durch seinen Sohn Friedrich Michael zu einem Stammvater der bayerischen Könige.

## Ehe und Nachkommen
Christian III. heiratete am 21. September 1719 auf Schloss Lorentzen Karoline (1704–1774), Tochter des Grafen Ludwig Kraft von Nassau-Saarbrücken, mit der er folgende Kinder hatte:
- Karoline Henriette Christine (1721–1774), genannt „die große Landgräfin“

⚭ 1741 Landgraf Ludwig IX. von Hessen-Darmstadt (1719–1790)
- Christian IV. (1722–1775), Pfalzgraf und Herzog von Zweibrücken

⚭ 1751 (morganatisch) Marianne Camasse, Gräfin von Forbach, (1734–1807)
- Friedrich Michael (1724–1767), Pfalzgraf von Pfalz-Birkenfeld-Bischweiler-Rappoltstein

⚭ 1746 Prinzessin Maria Franziska von Pfalz-Sulzbach (1724–1794) (Stammeltern der bayrischen Königslinie bis 1918)
- Christiane Henriette (1725–1816)

⚭ 1741 Fürst Karl zu Waldeck und Pyrmont (1704–1763)